# Austrobryonia argillicola
Austrobryonia argillicola är en gurkväxtart som beskrevs av I.Telford. Austrobryonia argillicola ingår i släktet Austrobryonia och familjen gurkväxter. Inga underarter finns listade i Catalogue of Life.